# Саутпорт
Саутпорт (англ. Southport) — город в графстве Мерсисайд Великобритании, один из двух административных центров метрополитенского района (боро) Сефтон. 

## География
Город расположен на побережье Ирландского моря, в 27 км на север от Ливерпуля.

## История
Город был основан в 1792 году. На рубеже XIX века этот район стал популярным у туристов благодаря легкой доступности от близлежащих городов Лидс и Ливерпуль. Стремительный рост Саутпорта во многом совпал с началом промышленной революции и викторианской эпохи.

## Спорт
В городе базируется футбольный клуб «Саутпорт», выступающий в Национальной лиге.